# Mercenaries 2: World in Flames
Mercenaries 2: World in Flames és un videojoc desenvolupat per Pandemic Studios i publicat per Riley Donnelly i Electronic Arts. És la continuació de Mercenaries: Playground of Destruction (llançat el 2005) i va ser posat en venda el 31 d'agost de 2008 als Estats Units i el 5 de setembre en Europa. El joc s'ubica a Veneçuela.

## Sinopsi de l'argument
El joc mostra tres personatges jugables confirmats del joc original: Jennifer Mui, Mattias Nilsson i Chris Jacobs
Mercenaries 2: World in Flames està ambientat l'any 2010. La història segueix la cacera de Ramón Solano pel jugador, una gran figura política que contracta al mercenari del jugador per un treball|feina, a qui després es refusa a pagar i intenta matar-lo(a). Després d'un cop d'Estat, Solano es torna dictador de Veneçuela. Usa la seva posició per apoderar-se del control nacional del subministrament de petroli el que desencadena un incident internacional i angoixa en la OPEP. Junt amb les Forces rebels de Solano, la major part de l'Exèrcit veneçolà recolza de manera fera la causa del dictador. Les altres forces rebels, en oposició a Solano, han sorgit sota el nom d'EPLV (Exèrcit Popular d'Alliberament de Veneçuela). Aviat se'ls uneixen a la baralla pel control del petroli nombroses faccions, entre elles la Corporació Universal Petrolífera; els Pirates Rastafaris (l'equivalent a la Màfia russa del primer lliurament de Mercenaries);EPL de la Xina; i l'AN (Aliança de Nacions). Aquestes sis forces formen inevitablement la columna d'una guerra que determinarà el destí del subministrament de petroli del país.
Traït, el mercenari s'aliarà amb qualsevol de les altres faccions per atrapar Solano i fer alguna cosa de diners al camí.